# Les Amants tourmentés
Pour plus de détails, voir Fiche technique et Distribution.
Les Amants tourmentés (Nachts auf den Straßen) est un film allemand réalisé par Rudolf Jugert, sorti en 1952.

## Synopsis
Un chauffeur routier âgé est recruté par une équipe de gangsters.

## Fiche technique
- Titre : Les Amants tourmentés
- Titre original : Nachts auf den Straßen
- Réalisation : Rudolf Jugert
- Scénario : Helmut Käutner et Fritz Rotter
- Musique : Werner Eisbrenner
- Photographie : Theo Nischwitz et Václav Vích
- Montage : Fritz Stapenhorst
- Production : Erich Pommer
- Société de production : Neue Deutsche Filmgesellschaft, Intercontinental Film et Bavaria Film
- Pays de production :  Allemagne de l'Ouest
- Genre : Drame
- Durée : 112 minutes
- Dates de sortie : 
  - Allemagne de l'Ouest : 14 janvier 1952
  - France : 1953

## Distribution
- Hans Albers : Heinrich Schlueter, le chauffeur routier
- Hildegard Knef : Inge Hoffmann
- Lucie Mannheim : Anna, la femme de Schlueter
- Marius Goring : Kurt Willbrandt
- Heinrich Gretler : Carl Falk
- Gertrud Wolle : Mme. Jaguweit
- Wolf Ackva : Klatte
- Hans Reiser : Franz
- Peter Martin Urtel : Hans Brunnhuber
- Hans Zesch-Ballot : l'inspecteur Busch
- Karin Andersen : Lieschen Brunnhuber, la fille de Schlueter

## Distinctions
Le film a été nommé et a remporté trois Deutscher Filmpreis : Meilleur film, Meilleure réalisation et Meilleur scénario.